# 스타잔
스타잔은 타츠노코 프로덕션이 제작한 TV 애니메이션 시리즈이다. 1984년 1월 7일부터 1984년 8월 25일까지 후지 TV에서 총 34화로 방영되었다.
대한민국에서는 1993년 3월 31일부터 1993년 8월 27일까지 MBC에서 방영되었다.

## 줄거리
드넓은 우주 어딘가에는 '파라토피아'라고 하는 전설의 이상향이 존재한다고 한다. 파라토피아를 찾으러 떠난후 소식이 끊긴 아버지를 찾기위해 주인공 야가미 쥰은 우주로 여행을 떠난다. 

## 등장인물
- 스타잔S
- 야가미 쥰
- 엘비스